# Careproctus phasma
Careproctus phasma är en fiskart som beskrevs av Gilbert, 1896. Careproctus phasma ingår i släktet Careproctus och familjen Liparidae. Inga underarter finns listade.